# セダン (競走馬)
セダン (Sedan) とはフランス生産、イタリア調教の競走馬である。のちに日本へ種牡馬として輸出された。

## 現役時代
イタリアで競走馬となり、3歳となった1958年の前半にはイタリアダービー、プリンチペアメデオ賞、イタリア大賞、ミラノ大賞典を勝利した。この4競走をすべて勝ったのはイタリア馬として初めてのことである。なお、ダービーでの勝利はオーナーブリーダーであるエジーディオ・ヴァルガにとって初めてのクラシック勝ちだった。また、本馬に先んじて日本に種牡馬として輸入されることとなるティエポロ（Tiepolo）を、イタリアダービーにおいて直線で追い抜き4馬身差をつけたのをはじめ、イタリア大賞とミラノ大賞典でも2着におさえている。9月にボスケッティ賞で勝利するとフランスへ遠征し、10月5日の凱旋門賞に挑戦したが着外に終わった。次走はイタリアに戻り、10月19日のジョッキークラブ大賞においてナガミの2着と健闘した。
翌1959年にも現役を続け、イタリアの主要競走のひとつである共和国大統領賞と、前年は負けたジョッキークラブ大賞を制している。

## 種牡馬として
引退後はイタリアで種牡馬となったが、1964年に日本中央競馬会が購入し、日本軽種馬協会静内種馬場で供用されることとなる。イタリアに残してきた産駒にはパリオリ賞を勝利したオーヴァーなどがおり、1967年と1968年にはイタリアのリーディングサイヤーとなった。
日本国内ではダービー馬・コーネルランサーや天皇賞馬・アイフル、スリージャイアンツを出すなど成功を収めた。それ以外にもサクラセダン（サクラチヨノオー・サクラホクトオーらの母）などを出し、母の父としても優秀であった。
1978年に死亡した。

### おもな産駒

#### 日本国外調教馬
- 1964年産
  - Mogadiscio：モストラドルトレマーレ賞など
- 1965年産
  - オーヴァー / Over：パリオリ賞

#### 日本調教馬
※勝ち鞍は重賞競走のみ、GI級競走（グレード制導入以前は八大競走）を太字で表記。
- 1966年産
  - ハクエイホウ：クモハタ記念、日本短波賞
  - マツセダン：アルゼンチンジョッキークラブ杯、福島大賞典
- 1968年産
  - ヤシマライデン：京成杯、東京4歳ステークス
  - トキノシンノー：毎日王冠、新潟記念
  - フジプリンス：東京大賞典、東京ダービー、羽田盃など
- 1969年産
  - トーヨーアサヒ：日本経済賞、ダイヤモンドステークスなど
- 1971年産
  - コーネルランサー：日本ダービー
  - アイフル：天皇賞・秋、アルゼンチン共和国杯連覇など
  - アイテイシロー：京都牝馬特別
  - ケンセダン：東海菊花賞、東海桜花賞
- 1972年産
  - ハーバーヤング：毎日王冠、クモハタ記念など
- 1974年産
  - プリティーアカツキ：クイーンステークス
- 1975年産
  - スリージャイアンツ：天皇賞・秋、ダイヤモンドステークス
  - タケデン：安田記念、スプリングステークス、京成杯

### ブルードメアサイアーとしてのおもな産駒

#### 日本国外調教馬
- 1971年産
  - サラド / Salado：ジョンポーターステークス (父モルヴェド（英語版）)
- 1973年産
  - ガリオ / Gallio：セントレジャーイタリアーノ、フェデリコテシオ賞（英語版） (父モルヴェド)

#### 日本調教馬
※勝ち鞍は重賞競走のみ、GI級競走は太字で表記。
- 1973年産
  - トウフクセダン：オールカマーなど (父ネヴァービート)
- 1974年産
  - カネミカサ：中山記念連覇など (父バーバー)
- 1976年産
  - ダイドウスター：みちのく大賞典、東京王冠賞 (父ハクズイコウ)
- 1978年産
  - サンエイソロン：大阪杯、NHK杯、スプリングステークスなど (父パーソロン)
- 1981年産
  - サクラトウコウ：七夕賞、函館3歳ステークス (父マルゼンスキー)
  - キクノペガサス：阪神牝馬特別、中日新聞杯、愛知杯 (父トウショウボーイ)
- 1985年産
  - サクラチヨノオー：日本ダービー、朝日杯3歳ステークス (父マルゼンスキー)
- 1986年産
  - サクラホクトオー：朝日杯3歳ステークスなど (父トウショウボーイ)
  - マイネルムート：新潟3歳ステークス (父ファインポート)
  - タケデンマンゲツ：南部杯など (父ホットスパーク)
- 1988年産
  - イナズマクロス：クイーンステークス (父シービークロス)

## 血統表
| セダン (Sedan)の血統（プリンスビオ系 / Havresac4×5=9.38%（母内）、 Hollebeck4×5=9.38%（母内）） | セダン (Sedan)の血統（プリンスビオ系 / Havresac4×5=9.38%（母内）、 Hollebeck4×5=9.38%（母内）） | セダン (Sedan)の血統（プリンスビオ系 / Havresac4×5=9.38%（母内）、 Hollebeck4×5=9.38%（母内）） | （血統表の出典） | （血統表の出典） |
| 父 Prince Bio 1941 鹿毛 フランス                                                                | 父の父Prince Rose 1928 鹿毛 イギリス                                                            | Rose Prince                                                                                     | Prince Palatine  | Prince Palatine  |
| 父 Prince Bio 1941 鹿毛 フランス                                                                | 父の父Prince Rose 1928 鹿毛 イギリス                                                            | Rose Prince                                                                                     | Eglantine        |                  |
| 父 Prince Bio 1941 鹿毛 フランス                                                                | 父の父Prince Rose 1928 鹿毛 イギリス                                                            | Indolence                                                                                       | Gay Crusader     | Gay Crusader     |
| 父 Prince Bio 1941 鹿毛 フランス                                                                | 父の父Prince Rose 1928 鹿毛 イギリス                                                            | Indolence                                                                                       | Barrier          |                  |
| 父 Prince Bio 1941 鹿毛 フランス                                                                | 父の母Biologie 1935 栗毛 フランス                                                               | Bacteriophage                                                                                   | Tetratema        | Tetratema        |
| 父 Prince Bio 1941 鹿毛 フランス                                                                | 父の母Biologie 1935 栗毛 フランス                                                               | Bacteriophage                                                                                   | Pharmacie        |                  |
| 父 Prince Bio 1941 鹿毛 フランス                                                                | 父の母Biologie 1935 栗毛 フランス                                                               | Eponge                                                                                          | Cadum            | Cadum            |
| 父 Prince Bio 1941 鹿毛 フランス                                                                | 父の母Biologie 1935 栗毛 フランス                                                               | Eponge                                                                                          | Sea Moss         |                  |
| 母 Staffa 1948 鹿毛 フランス                                                                    | 母の父Orsenigo 1940 鹿毛 イタリア                                                               | Oleander                                                                                        | Prunus           | Prunus           |
| 母 Staffa 1948 鹿毛 フランス                                                                    | 母の父Orsenigo 1940 鹿毛 イタリア                                                               | Oleander                                                                                        | Orchidee         |                  |
| 母 Staffa 1948 鹿毛 フランス                                                                    | 母の父Orsenigo 1940 鹿毛 イタリア                                                               | Ostana                                                                                          | Havresac         | Havresac         |
| 母 Staffa 1948 鹿毛 フランス                                                                    | 母の父Orsenigo 1940 鹿毛 イタリア                                                               | Ostana                                                                                          | Olba             |                  |
| 母 Staffa 1948 鹿毛 フランス                                                                    | 母の母Signa 1939 鹿毛 イタリア                                                                  | Ortello                                                                                         | Teddy            | Teddy            |
| 母 Staffa 1948 鹿毛 フランス                                                                    | 母の母Signa 1939 鹿毛 イタリア                                                                  | Ortello                                                                                         | Hollebeck        |                  |
| 母 Staffa 1948 鹿毛 フランス                                                                    | 母の母Signa 1939 鹿毛 イタリア                                                                  | Superga                                                                                         | Michelangelo     | Michelangelo     |
| 母 Staffa 1948 鹿毛 フランス                                                                    | 母の母Signa 1939 鹿毛 イタリア                                                                  | Superga                                                                                         | Suna F-No.19-b   |                  |